# Відслонення богуславських гранітів

Відсло́нення богусла́вських грані́тів — геологічна пам'ятка природи місцевого значення. Розташована на території Богуславського району Київської області, у місті Богуслав. 
Площа 4 га. Створена рішенням 16 сесії 21 скликання від 10.03.1994 року. Перебуває у підпорядкуванні Богуславської міської ради. 
На обох берегах та в руслі річки Рось виходять гранітні скелі заввишки до 10 м. Відслонення є стратотипом богуславських гранітів звенигородського комплексу архейського віку. Граніти світло-сірі середньозернисті з великою кількістю порфіробластів (розміром до 1,5 см) світло-сірого польового шпату. В деяких місцях вони прорвані звивистими жилами пегматиту (потужністю до 0,5 м). 
У 2010 році увійшли до складу Регіонального ландшафтного парку «Богуславль».

## Галерея

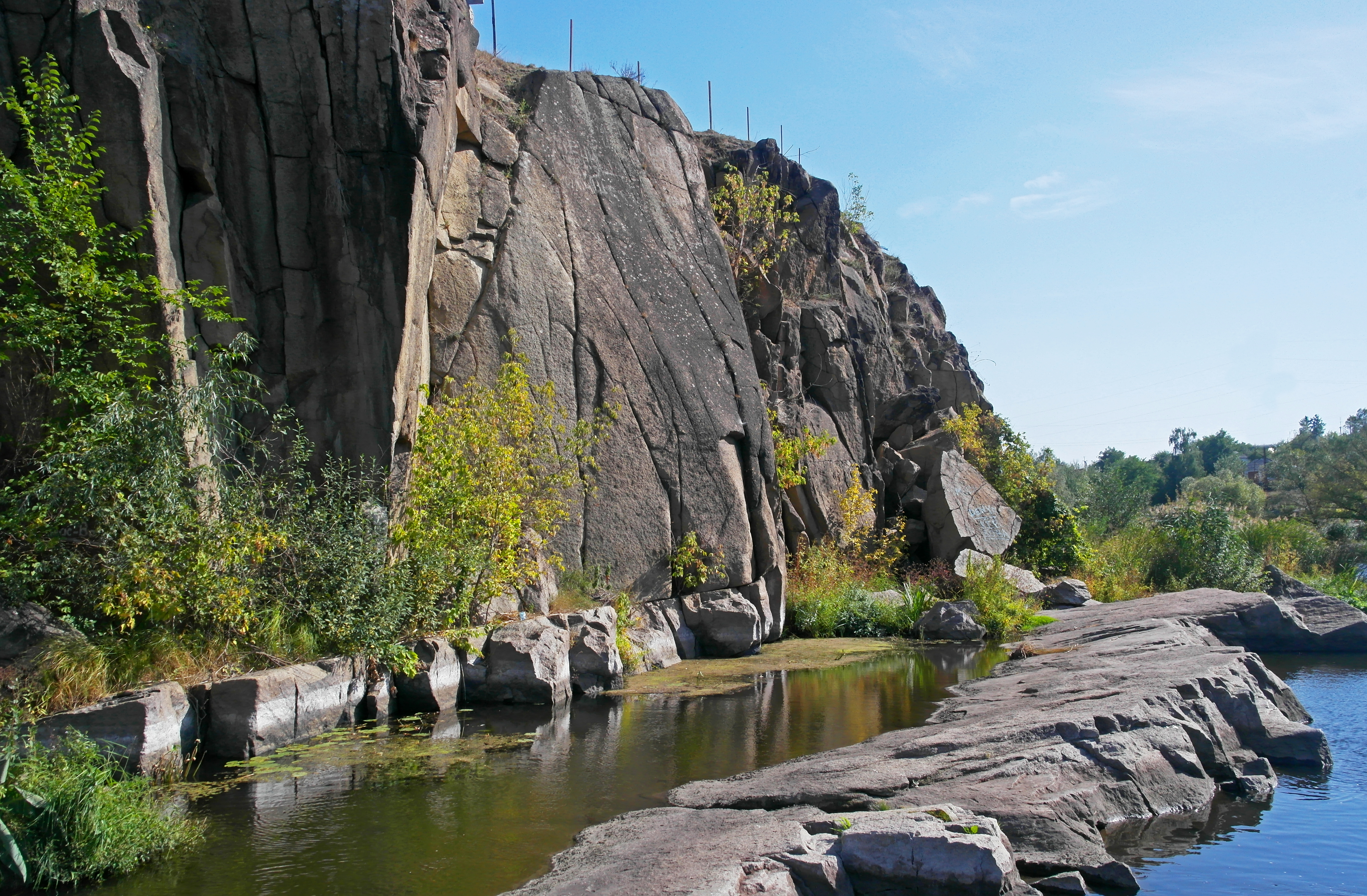
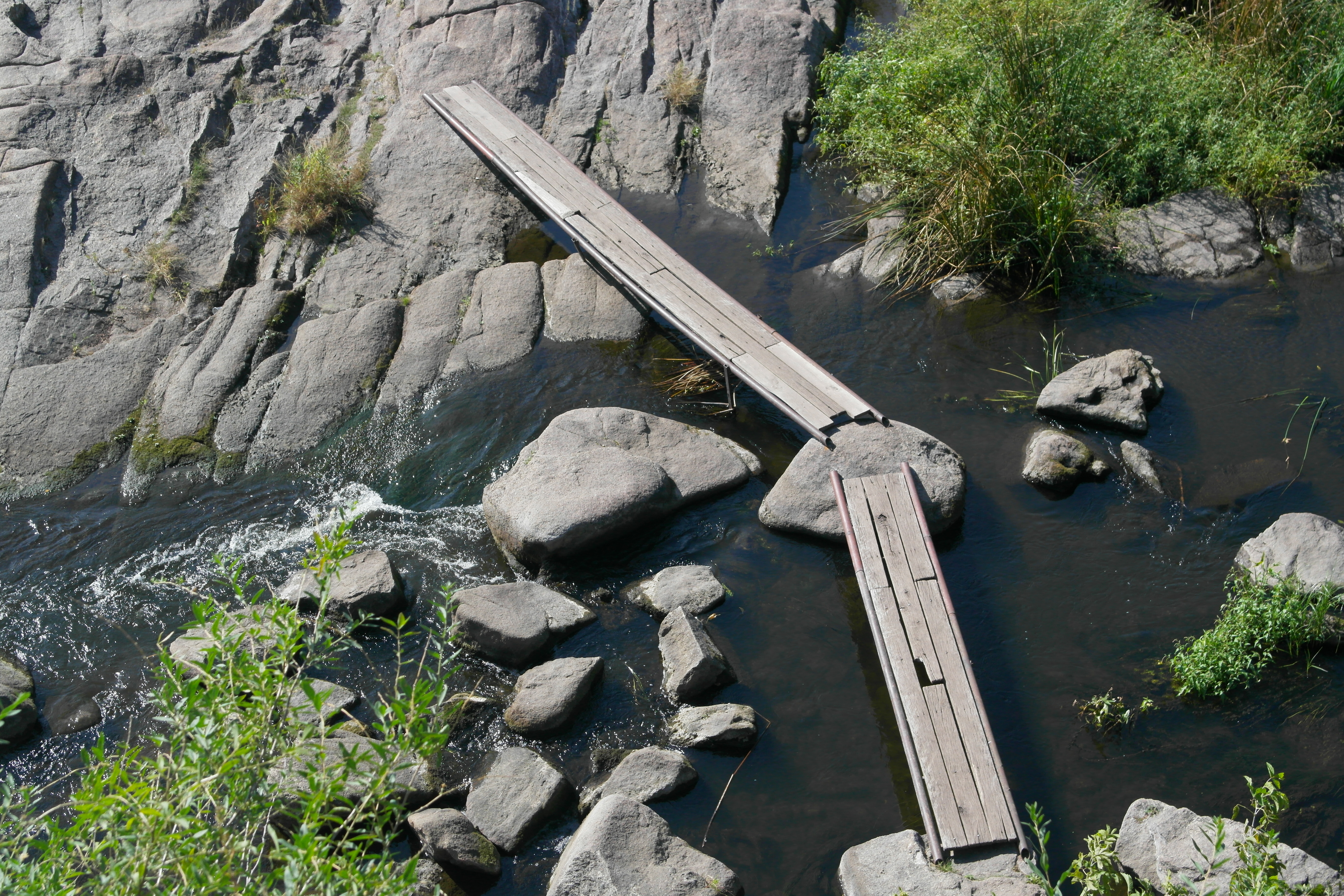
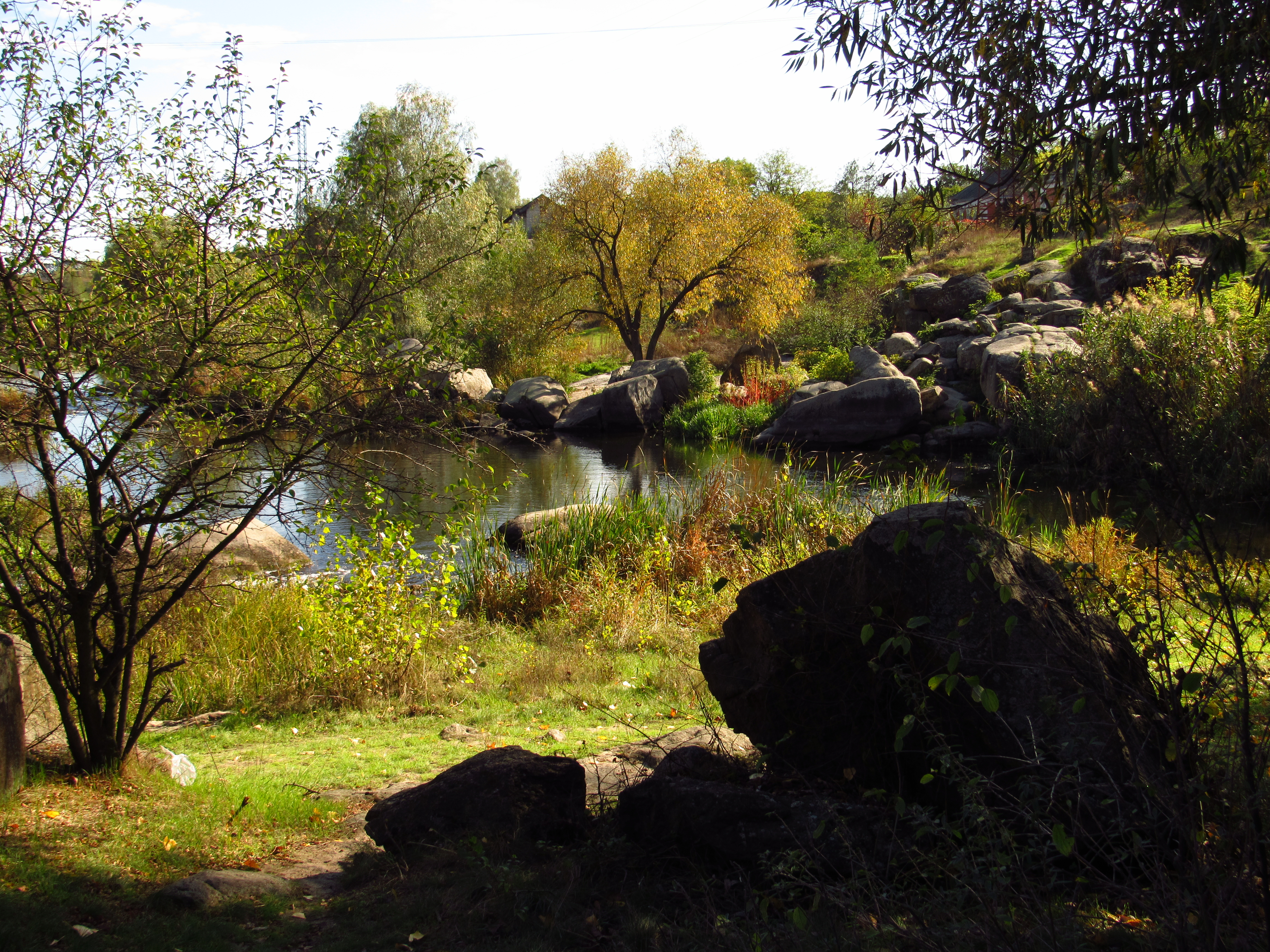
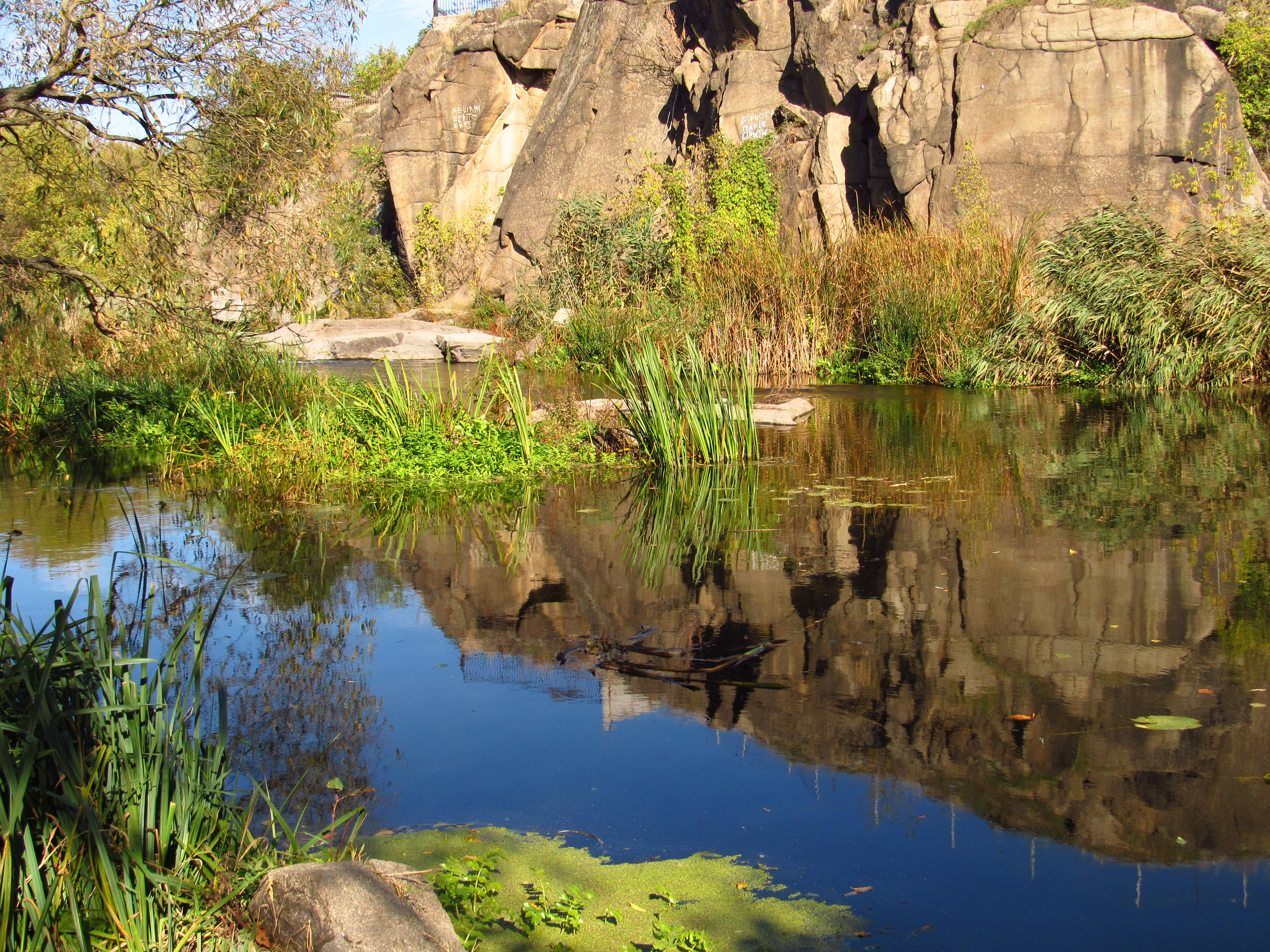